# Bis zum Happy-End
Bis zum Happy-End ist ein deutscher Spielfilm aus dem Jahre 1968 von Theodor Kotulla, der hier sein Kino-Langfilmdebüt gab. Die Hauptrollen spielen Klaus Löwitsch, Roger Fritz und Helga Sommerfeld.

## Handlung
Fotohändler Arnold und seine Gattin Frieda leben mit ihrem zehnjährigen Sohn Peter in der (damaligen) Bundeshauptstadt Bonn und haben es dort als gutbürgerliches Ehepaar zu einigem Wohlstand gebracht. Als eines Tages Arnolds Bruder Paul mit dessen Frau Vera bei Arnold auftaucht und seinen Anteil des ererbten Familiengeschäfts erlangt, gibt es einen handfesten Krach. Als ein Wort das andere ergibt, kommt es zu einem Handgemenge, bei dem Paul die Treppe herunterstürzt und dabei zu Tode kommt. Obwohl es sich eindeutig um einen Unglücksfall handelt, ist Arnold nunmehr bereit, Vera eine bestimmte Summe auszuzahlen, damit es bloß kein Gerede gibt, das in einer überschaubar großen Stadt wie Bonn dem Fotohändler beruflich das Genick brechen könnte. 
Vera nimmt das Quasi-Schweigegeld an, und die Verwandtschaft begeht eine Art Familienfeier, auf der man so tut, als ob nichts geschehen sei. Für Sohn Peter sind diese Vorgänge und die Absprachen mehr als verstörend, und er kann diese „Verschwörung“ der Eltern und Tante Veras nicht richtig einordnen. Daher beginnt er zu revoltieren, als man versucht, einfach über den Tod des Onkels hinwegzugehen und zur Tagesordnung zurückzukehren. Als er mit seinen Kümmernissen bei den Erwachsenen nicht durchdringt, versucht sich der Junge, an einer Gardinenstange aufzuhängen, scheitert damit aber kläglich.

## Produktionsnotizen
Bis zum Happy-End entstand zwischen dem 30. April und dem 18. Juni 1968 in Bonn und München und wurde am 10. Oktober 1968 im Rahmen der IFF Mannheim uraufgeführt. Die deutsche Fernseherstausstrahlung erfolgte 28. April 1970 im ZDF.
Der Film erhielt das Prädikat „besonders wertvoll“.

## Kritiken
„Ein unaufdringlicher Film, der seinen Fall in kühlen und klaren Farben dokumentiert. Seine Geschichte ist alltäglich und wirkt daher überzeugend – zumal Buch und Regie auch in der Charakterzeichnung auf aufdringliche moralische Wertungen fast durchgehend verzichten.“

Im Lexikon des Internationalen Films heißt es: „Kritischer, aber nur ansatzweise überzeugender Versuch einer Bewußtseinsanalyse unserer Konsum- und Wohlstandsgesellschaft.“